# Vasakyrkan, Göteborg
"Vasa kyrka" redigerar här. För kyrkan i den finländska staden Vasa, se Trefaldighetskyrkan, Vasa.
Vasakyrkan är en kyrkobyggnad som tillhör Vasa församling i Göteborgs stift. Den ligger i stadsdelen Lorensberg i Göteborgs kommun.

## Tillkomst
På platsen för kyrkan låg tidigare landeriet Götaberg. Kyrkan byggdes efter att Vasa församling brutits ut ur Domkyrkoförsamlingen 1908. Den uppfördes 1905–1909 i nyromantisk stil.. Invigningen förrättades den 4 april 1909 av biskop Edvard Herman Rodhe.

## Byggnaden
Kyrkan ritades av Yngve Rasmussen och var resultatet av en arkitekttävling. Stilen är nyromansk stil med detaljer i jugendstil och nationalromantik. Kyrkan består av ett långhus med två sidoskepp, absid i öster och väster och flera förstugor. I sydväst finns det kraftfulla tornet. Byggnadsmaterialet är bohusgranit från Lysekil. Yttertaket har flera olika nivåer och är täckt av kopparplåt. Exteriören är väl bevarad. Tornet har två klockor, som båda är tillverkade 1907 av Johan A. Beckman & Co klockgjuteri i Stockholm. De väger 1857 respektive 950 kg.

## Inventarier
Nästan tio år efter invigningen tillkom en kalkmålning som föreställer Kristi himmelsfärd, utförd av Albert Eldh. I samband med en renovering 1926 målade Eldh även den återstående delen av koret. Arkitekten Rasmussen formgav större delen av inventarierna, såsom bänkar, orgelfasad, predikstol och dopfunt. Vid en restaurering 1945 byggdes sakristian till och år 1951 kalkades väggar och tak i en ljus nyans, man ersatte orgelläktarens mittfasad och installerade ett ryggpositiv. I entrén finns en mosaikdekor i fyra partier som föreställer Kristus samt en duva över en brunn, ett flammande svärd och en kalk. Den utfördes 1957 av Gunnar Erik Ström. 

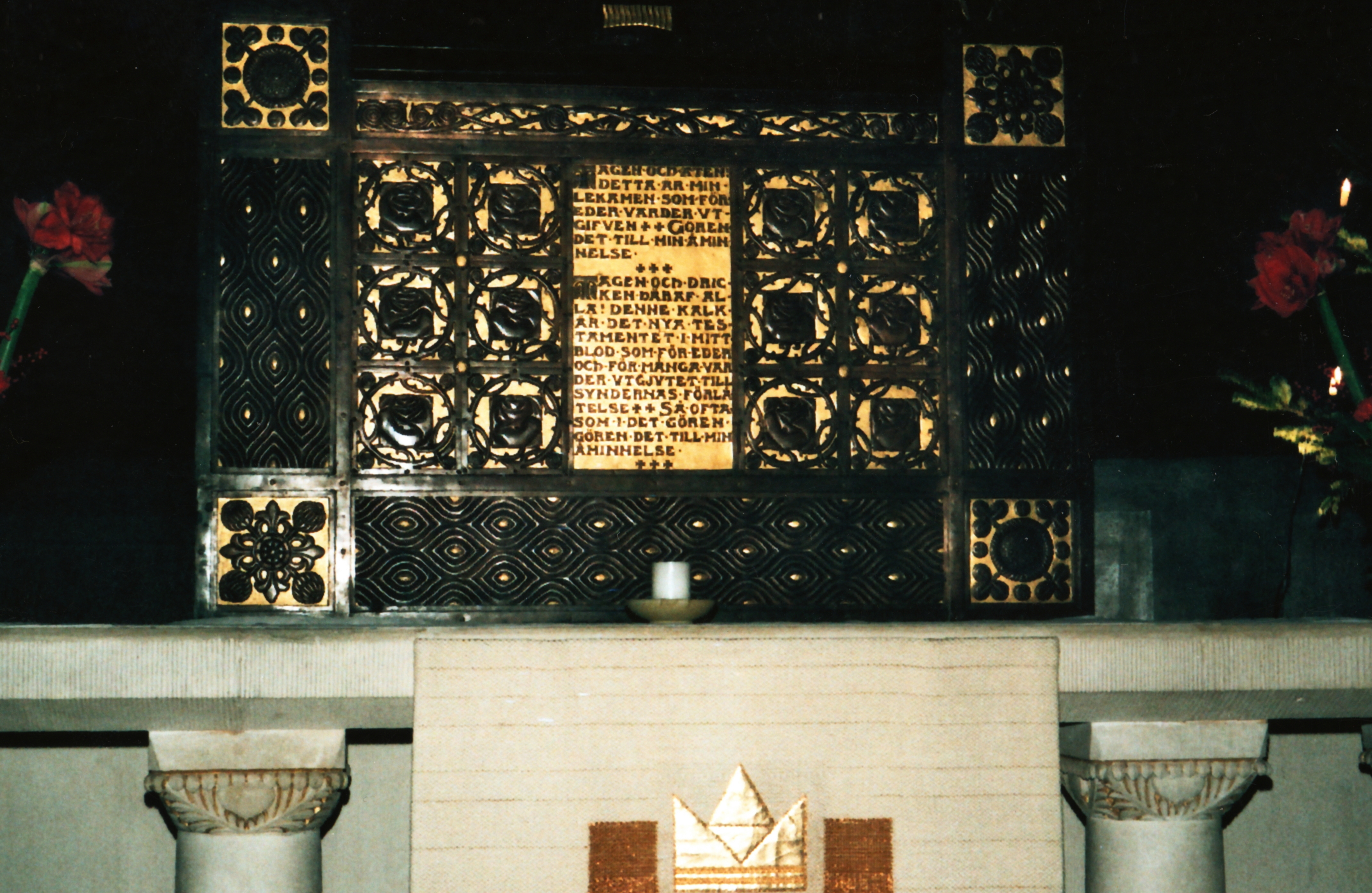
Altartavla i Vasakyrkan, 2010.

### Orglar
- Huvudorgeln byggdes 1909 av Eskil Lundén. Den byggdes därefter om 1943 av Hammarbergs Orgelbyggeri AB, men 2002 företog Grönlunds Orgelbyggeri en renovering, varvid verket till stora delar återställdes till Eskil Lundéns originalskick. Instrumentet har 59 stämmor fördelade på fyra manualer och pedal.[3] 2020 utfördes en renovering av Rieger Orgelbau, Österrike.

| Man I C-g3      | Man II (sv) C-g3    | Man III C-g3             | Pedal C-f1      | Koppel           |
| --------------- | ------------------- | ------------------------ | --------------- | ---------------- |
| Principal 16'   | Gedackt 16'         | Dulciana 16'             | Principal 16'   | III/II           |
| Borduna 16'     | Violinprincipal 8'  | Basetthorn 8'            | Violon 16'      | III/I            |
| Principal 8'    | Gemshorn 8'         | Konsertflöjt 8'          | Subbas 16'      | II/I             |
| Flûte harm. 8'  | Rörflöjt 8'         | Gedackt 8'               | Ekobas 16'      | III/P            |
| Dubbelflöjt 8'  | Violin 8'           | Qvintatön 8'             | Kvinta 10 2/3   | II/P             |
| Gamba 8'        | Octava 4'           | Salicional 8'            | Principal 8'    | I/P              |
| Fugara 8'       | Flûte oct. 4'       | Woix col. 8'             | Violoncell 8'   | I 4'             |
| Octava 4'       | Flageolette 2'      | Violin 4'                | Gedackt 8'      | II 4'            |
| Rörflöjt 4'     | Rauschquinte 2 chor | Ekoflöjt 4'              | Octava 4'       | III 4'           |
| Kvinta 2 2/3'   | Trumpet 8'          | Waldflöjt 2'             | Kontrabasun 32' | Ped 4'           |
| Octava 2'       | Klarinett 8'        | Harmonia aetherea 3 chor | Basun 16'       | II 16'           |
| Mixtur 3-4 chor | Tremulant           | Oboe 8'                  | Trumpet 16'     | III 16'          |
| Cornett 4 chor  |                     | Tremulant                | Fagott 16'      | Registersvällare |
| Trumpet 16'     |                     |                          | Trumpet 8'      |                  |
| Trumpet 8'      |                     |                          |                 |                  |

- Kyrkan har också en kororgel på 6 stämmor.

#### Disposition (avser kororgeln)
| Manual C-g3    | Bihangspedal C-d1 |
| Gedakt 8'      | Subbas 16'        |
| Principal 4'   |                   |
| Koppelflöjt 4' |                   |
| Waldflöjt 2'   |                   |
| Mixtur 2 ch    |                   |

#### Diskografi
Inspelningar av musik framförd på kyrkans orglar.
- The Complete Karg-Elert Organ Transcriptions : Sverker Jullander plays the organ in the Vasa Church in Gothenburg, Sweden. CD. Toccata Classics TOCC0111. 2011.
- Of air / Hagberg, Anders, flöjt & sopransaxofon ; Landgren, Johannes, orgel. CD. Footprint : FRCD 017. 2004.
- Orgelmusik i Vasakyrkan, Göteborg / Ulf Norberg. CD. UNCD 001. Inspelad 1997.
- Mahler songs / Landgren, Johannes, orgel. SACD. Musica rediviva MRSACD 018. 2010.

## Övrigt
I parken invid Vasakyrkan återfinns bland annat statyn Vågens tjusning av Per Hasselberg.

## Bilder

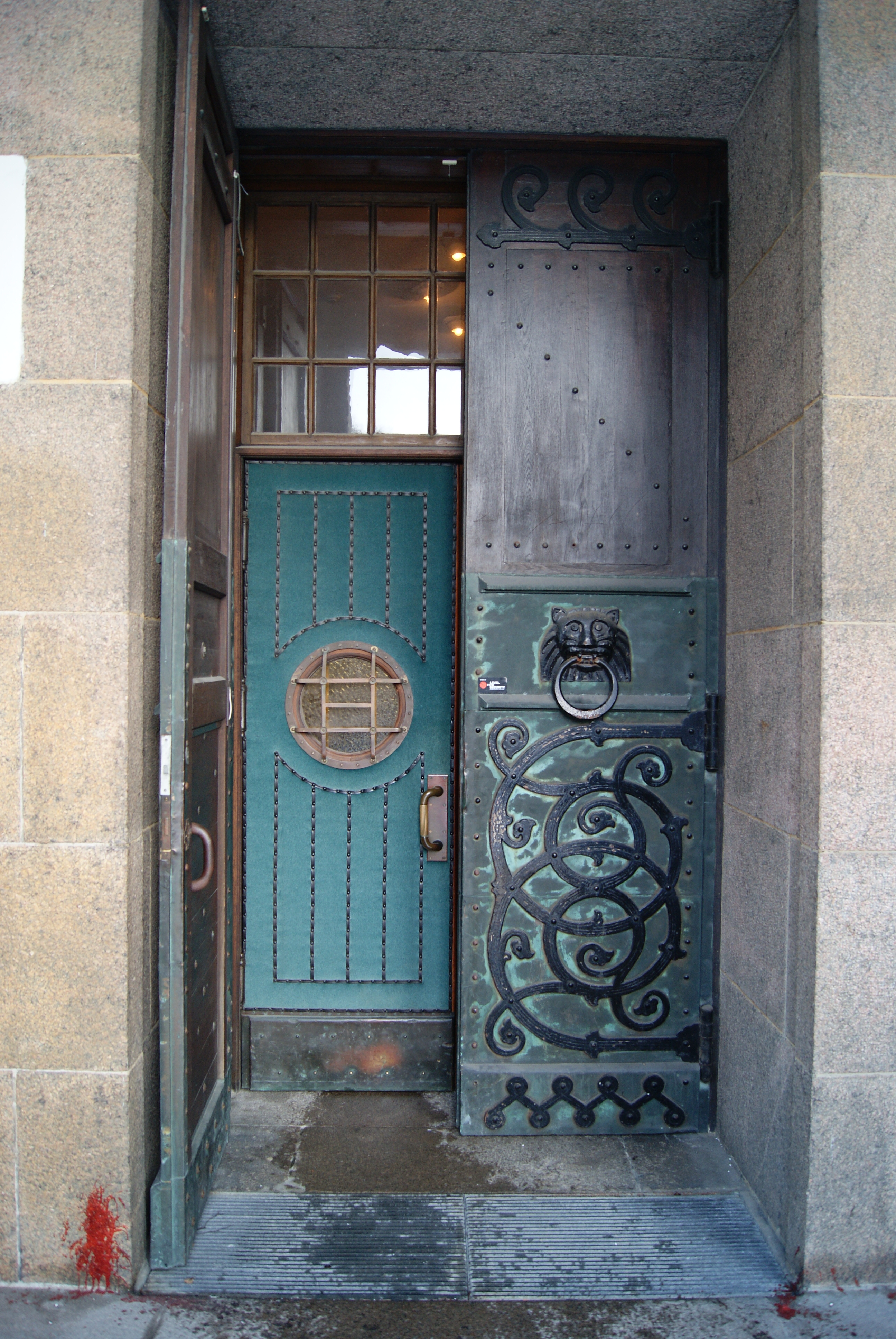
Detalj av entrédörrar.
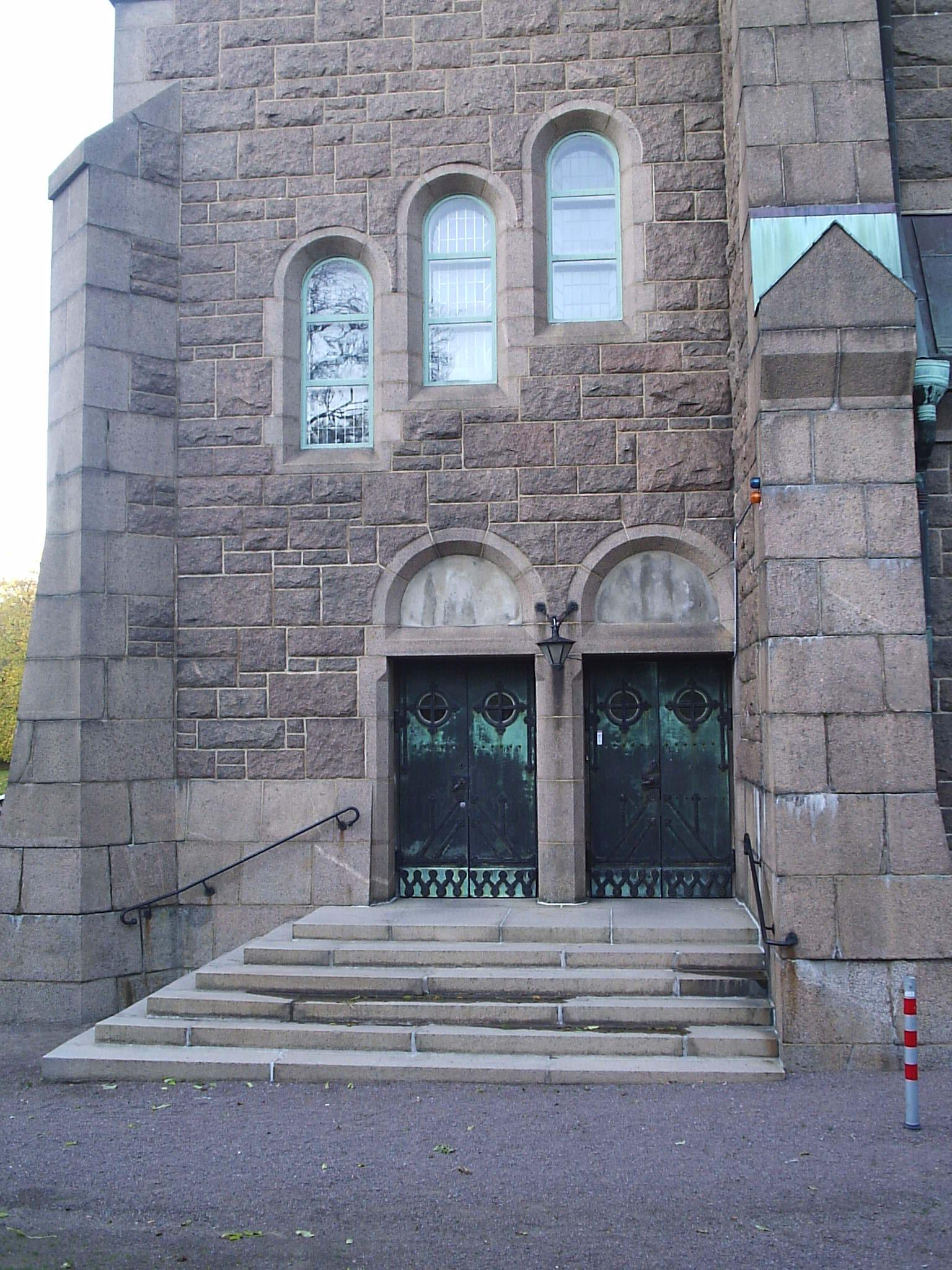
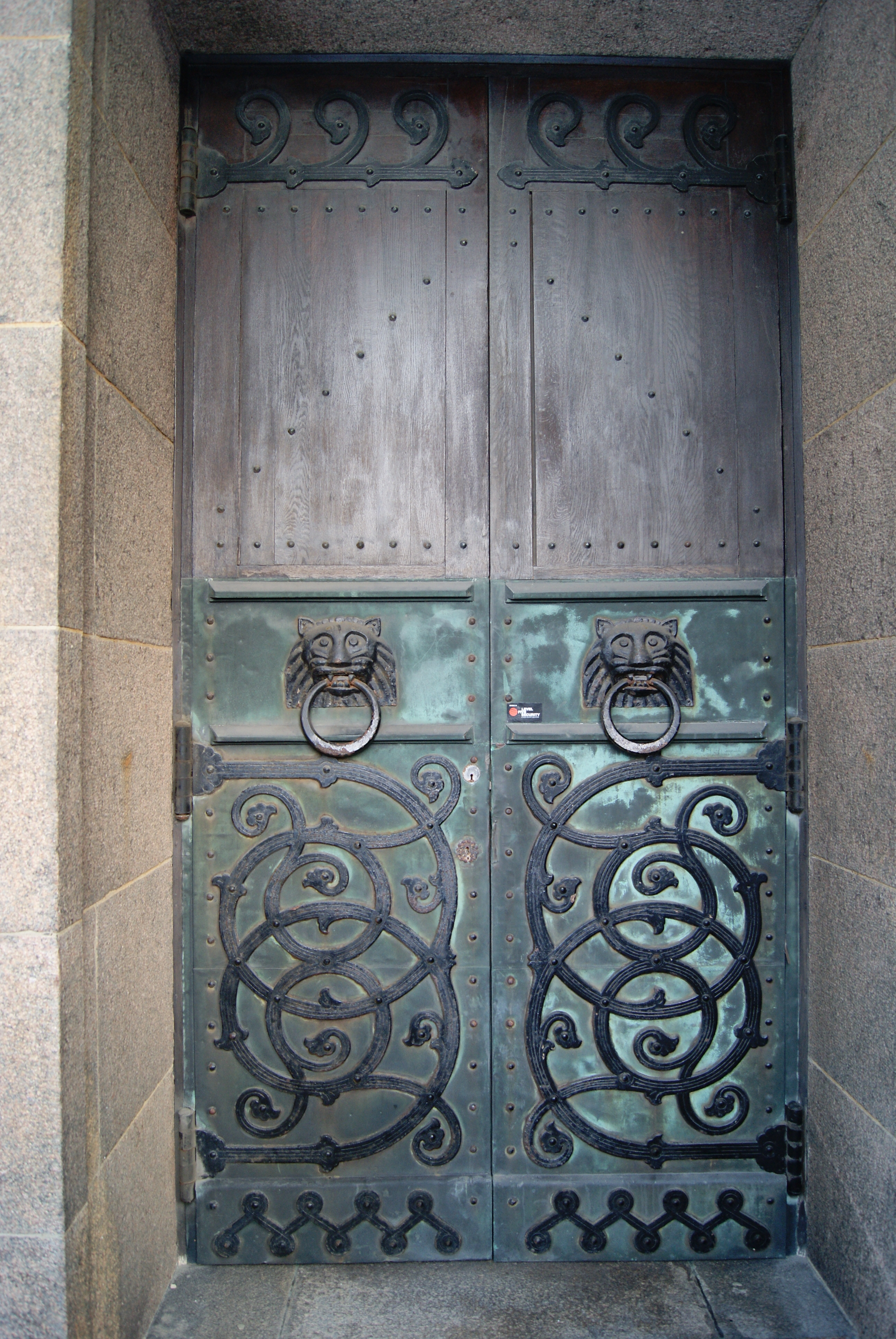
Kyrkporten.
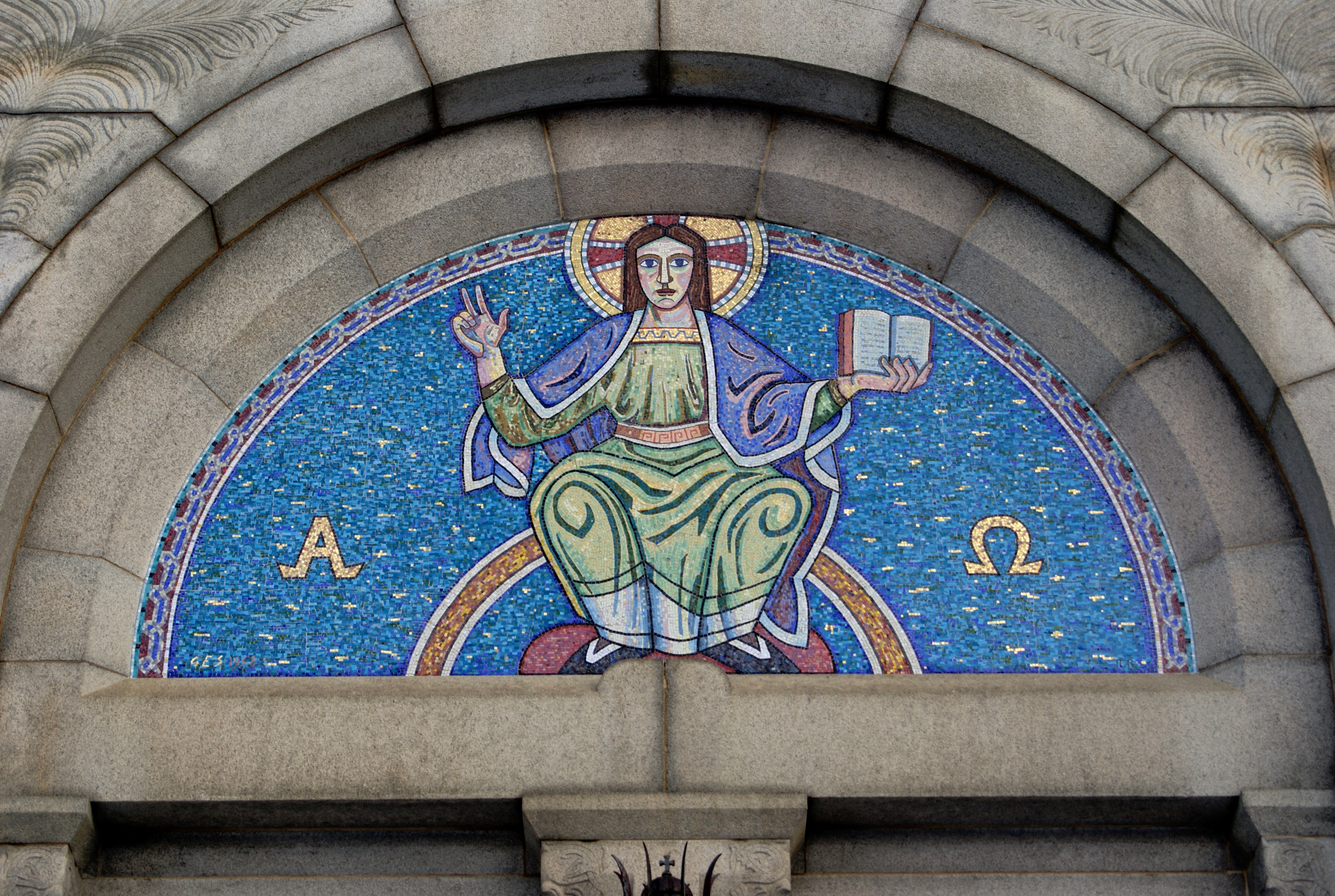
Mosaik i portiken.
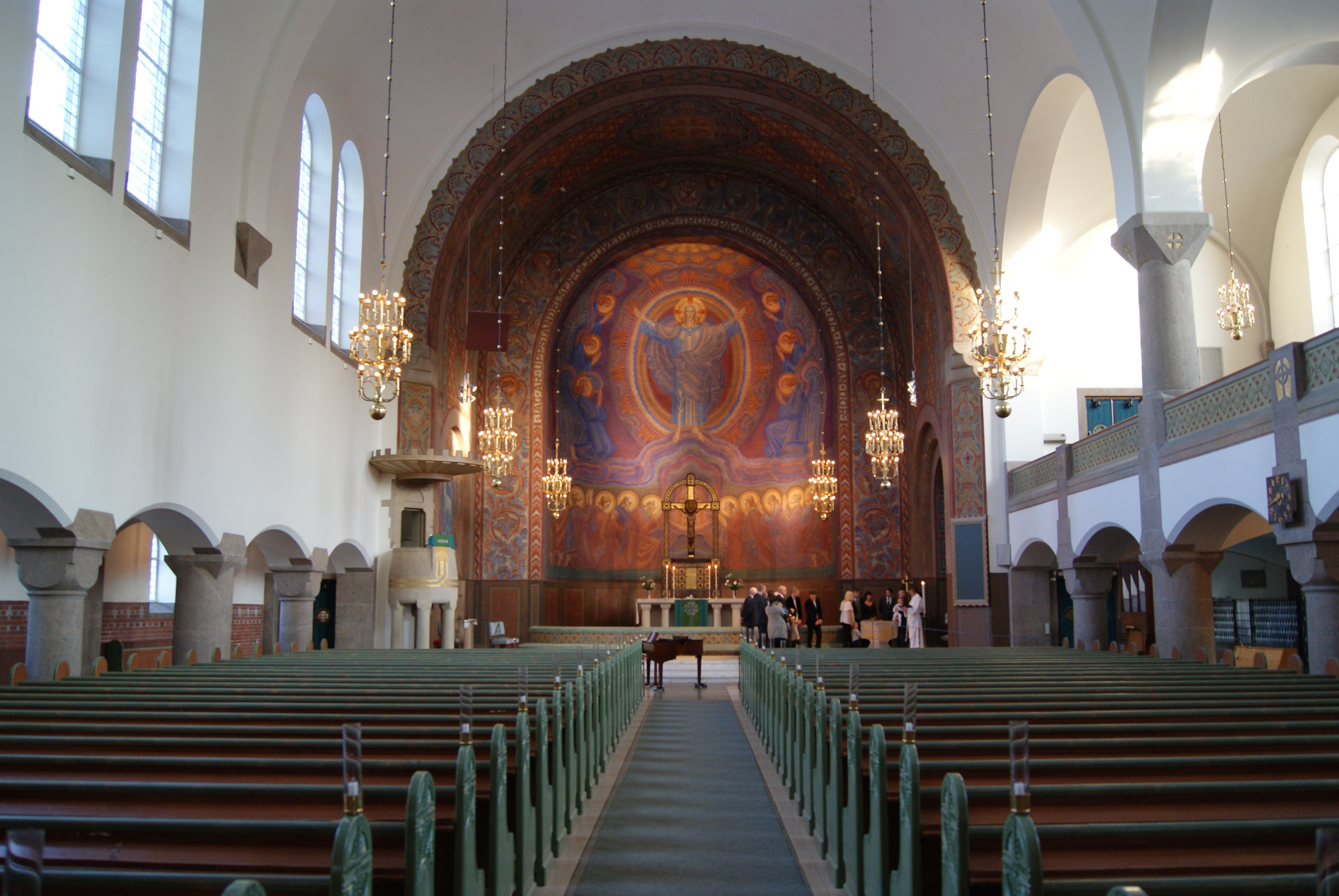
Interiör mot öster.
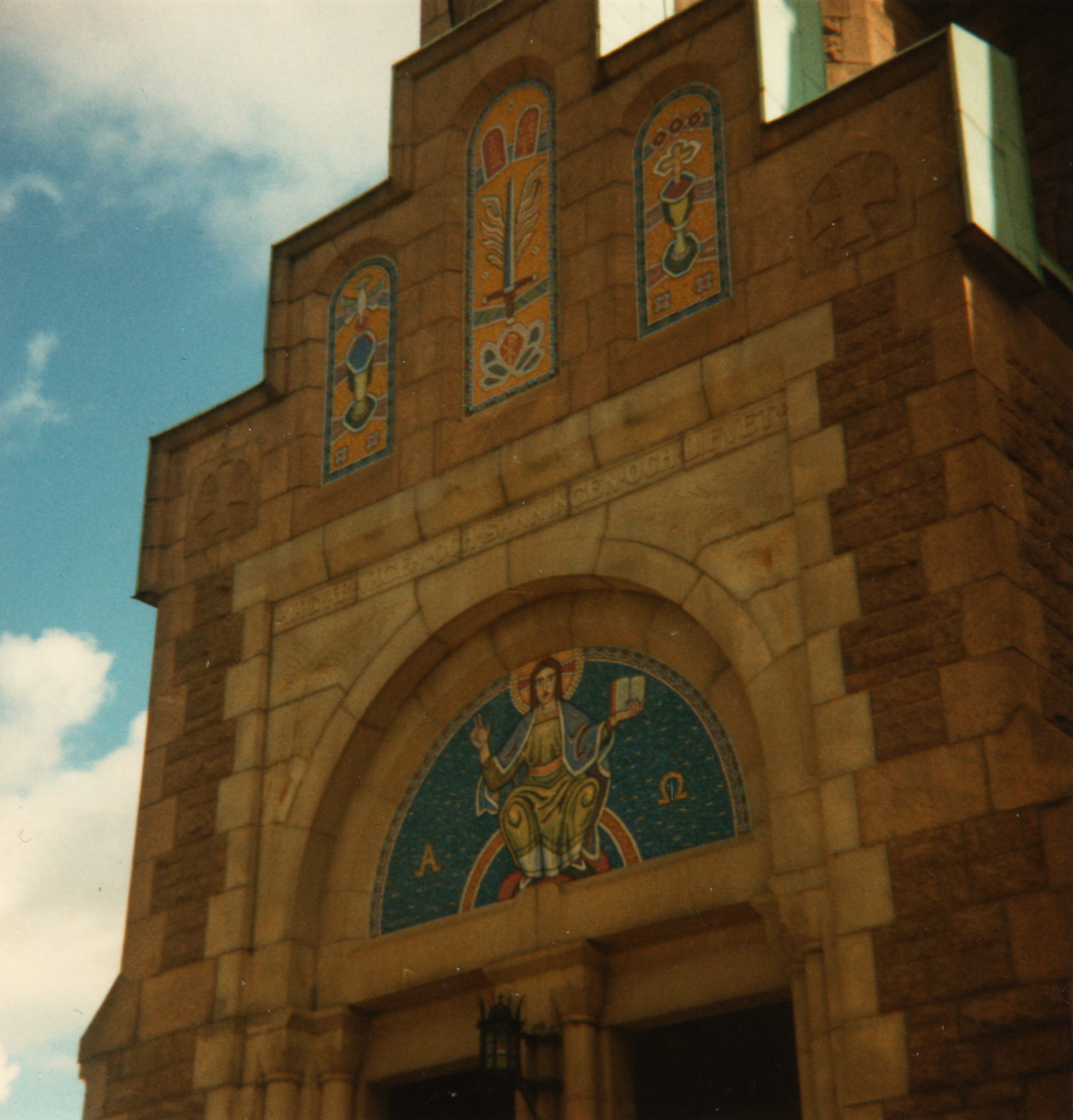
Vasakyrkans torn.